# Trebanjski Vrh

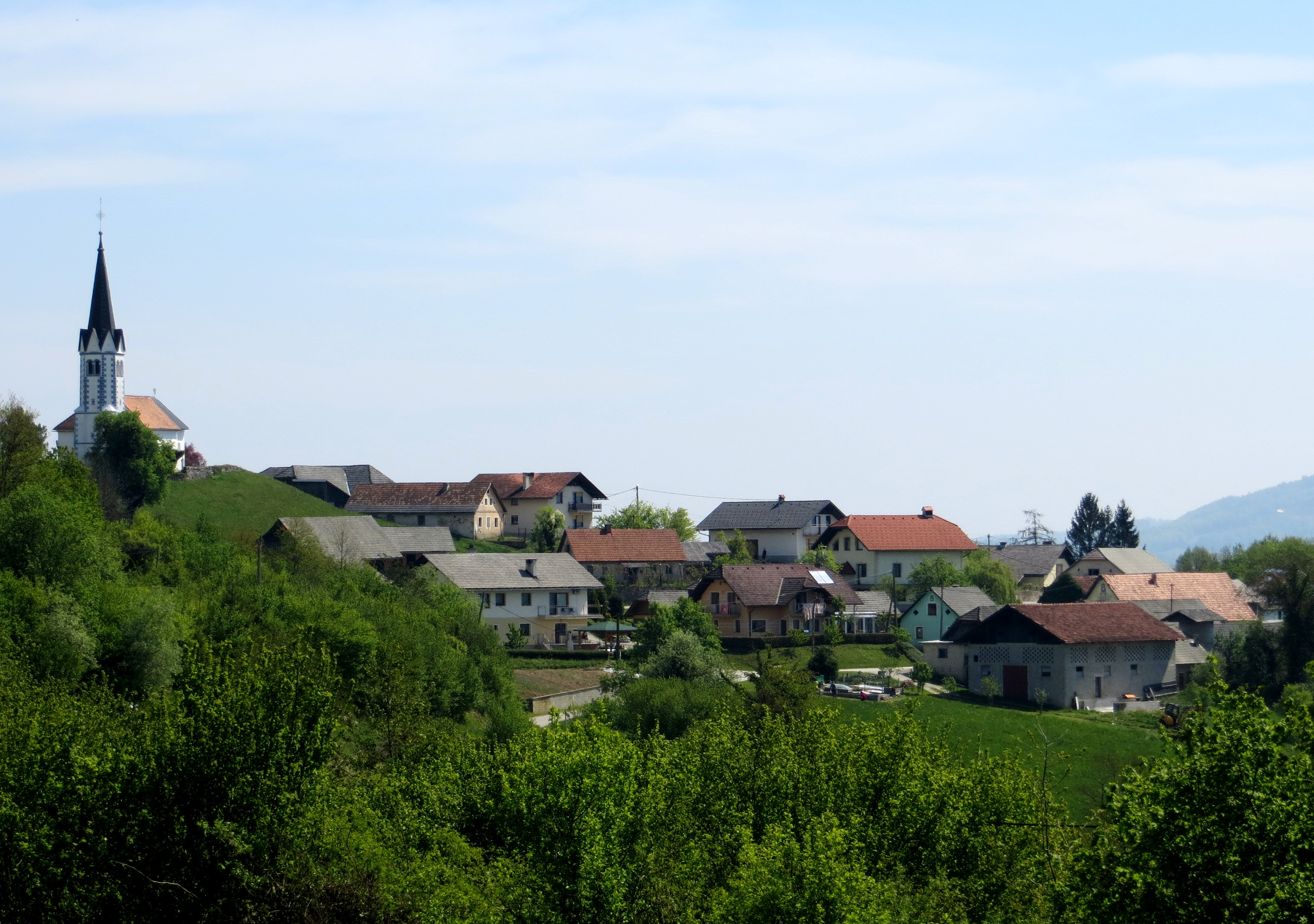
Trebanjski Vrh mit der Bartholomäus-Kirche

Trebanjski Vrh (deutsch: Treffen) ist eine Ortschaft in der Gemeinde Trebnje (Ortsgemeinschaft Čatež) in der historischen Landschaft Dolenjska (Unterkrain), heute Region Jugovzhodna Slovenija in Slowenien.

## Massengrab von  Trebanjski Vrh
In Trebanjski Vrh befindet sich ein Massengrab aus der Zeit unmittelbar nach dem Zweiten Weltkrieg.
- Das Massengrab Roje Cave 1 (slowenisch: Grobišče Rojska jama 1) liegt an der Straße zwischen Roje pri Čatežu und Čatež. Es handelt sich um einen 10 Meter tiefen Schacht, der die Überreste von wahrscheinlich 10 Slowenen aus der Umgebung von Roje pri Čatežu enthält. Die jugoslawische Geheimpolizei (OZNA) verhaftete sie in den ersten Monaten nach dem Krieg und ermordete sie in der Höhle.[4]